# Lola Bessis
Lola Bessis (París, 30 de noviembre de 1992) es una actriz, guionista y directora francesa, reconocida por su participación en la película Swim Little Fish Swim en la que actuó y aportó el guion.

## Carrera
Inició su carrera a los doce años. En 2013 interpretó el papel principal en la película Swim Little Fish Swim, una película dramática rodada en Nueva York codirigida por Bessis y Ruben Amar.
En 2015 interpretó un papel recurrente en la serie francesa France Kbek. Ese mismo año interpretó el papel principal en el vídeoclip "Pas là" del cantante Vianney, dirigido por Nicolas Bary. Un año después protagonizó el largometraje de Nicolas Bedos Monsieur et Madame Adelman y la película de Mathias Malzieu Le distributeur d'aurores boréales, exhibida en el Festival de Cannes de 2016. Protagonizó la comedia negra Thirst Street de Nathan Silver junto con Anjelica Huston, Lindsay Burdge, Damien Bonnard, Esther Garrel, Jacques Nolot y Françoise Lebrun.
En febrero de 2017 fue incluida en el reparto de la serie Picnic at Hanging Rock junto con las actrices Natalie Dormer y Yael Stone.